# Cabeço da Muralha

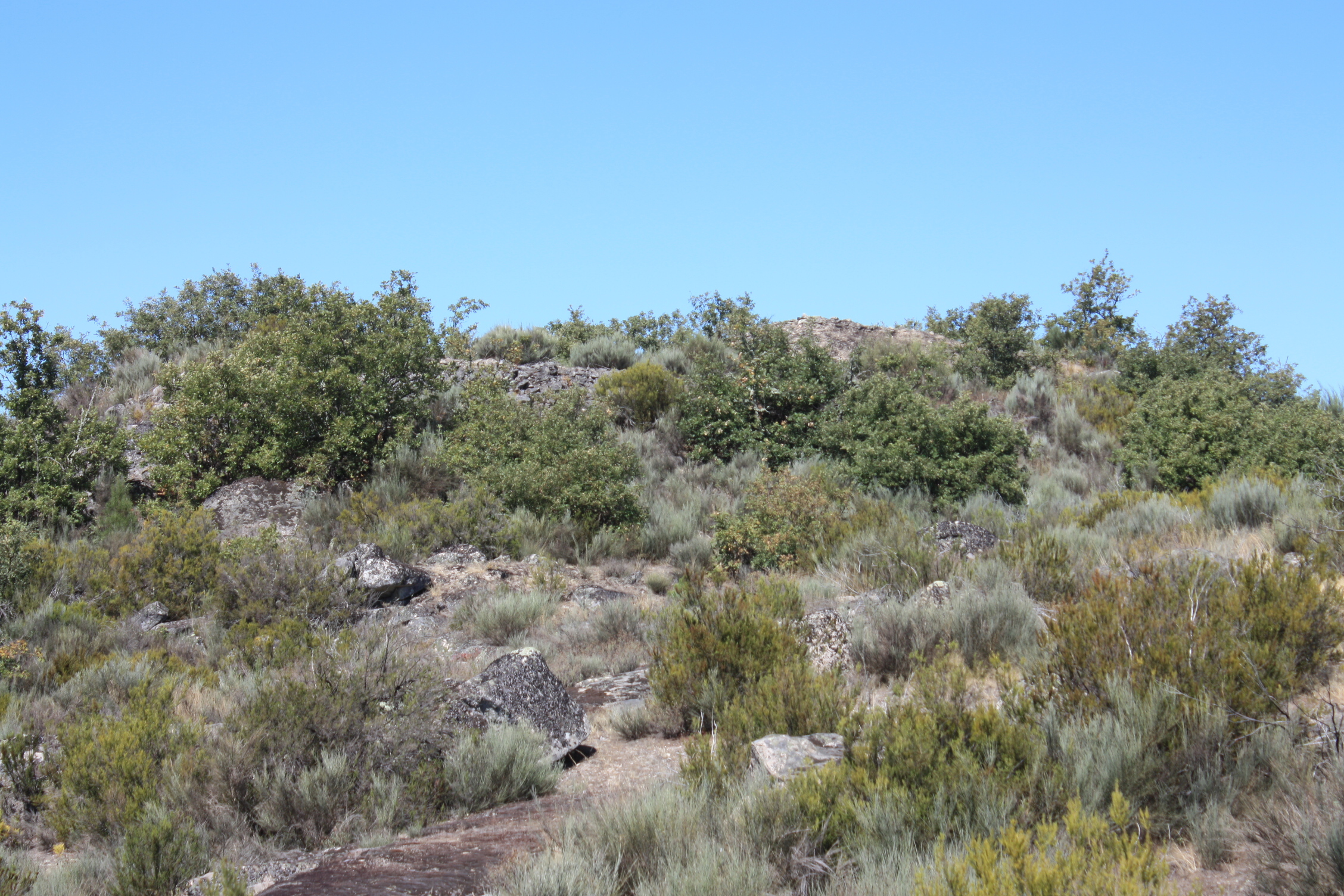

O Cabeço da Muralha ou Castro da Lama de Ouriço, situado em Alvarelhos (Valpaços), é um povoado proto-histórico, fortificado.
O povoado é rodeado por duas linhas de muralhas que, nalguns pontos atingem 5 m de espessura, e protegido, a Sul, por uma linha de defesa exterior. No interior existem vestígios de construções de planta circular e rectangular. No exterior encontra-se um lagar.
Está classificado como Imóvel de Interesse Público desde 1986.